# Núi Xà Ngách
Núi Xà Ngách là một ngọn núi đã không còn tồn tại nằm ở bờ bắc kênh Ba Hòn, thuộc địa phận thị trấn Kiên Lương, huyện Kiên Lương, tỉnh Kiên Giang. Xà Ngách là núi đá vôi kích thước nhỏ, có diện tích 4,8 ha. Núi được xác định có 5.000 tấn phosphorit. Vào năm 2013, để phục vụ mục đích khai thác, một tính toán thống kê đã xác định thể tích đá 2.315.000 m3.
Núi đã bị san bằng sau hoạt động khai thác lấy đá sản xuất xi măng, và được quy hoạch đào sâu xuống -40 m để tiếp tục khai thác. Chất lượng đá vôi của núi được đánh giá kém. Chủ yếu dùng làm vôi bột và bột đá, sử dụng trong công nghiệp, nông nghiệp và nuôi trồng thủy sản.

### Sách
- Anh Động (2010). Sổ tay địa danh Kiên Giang. Nhà xuất bản Đại học quốc gia Hà Nội. ISBN 9786046202912.